# Sacristie

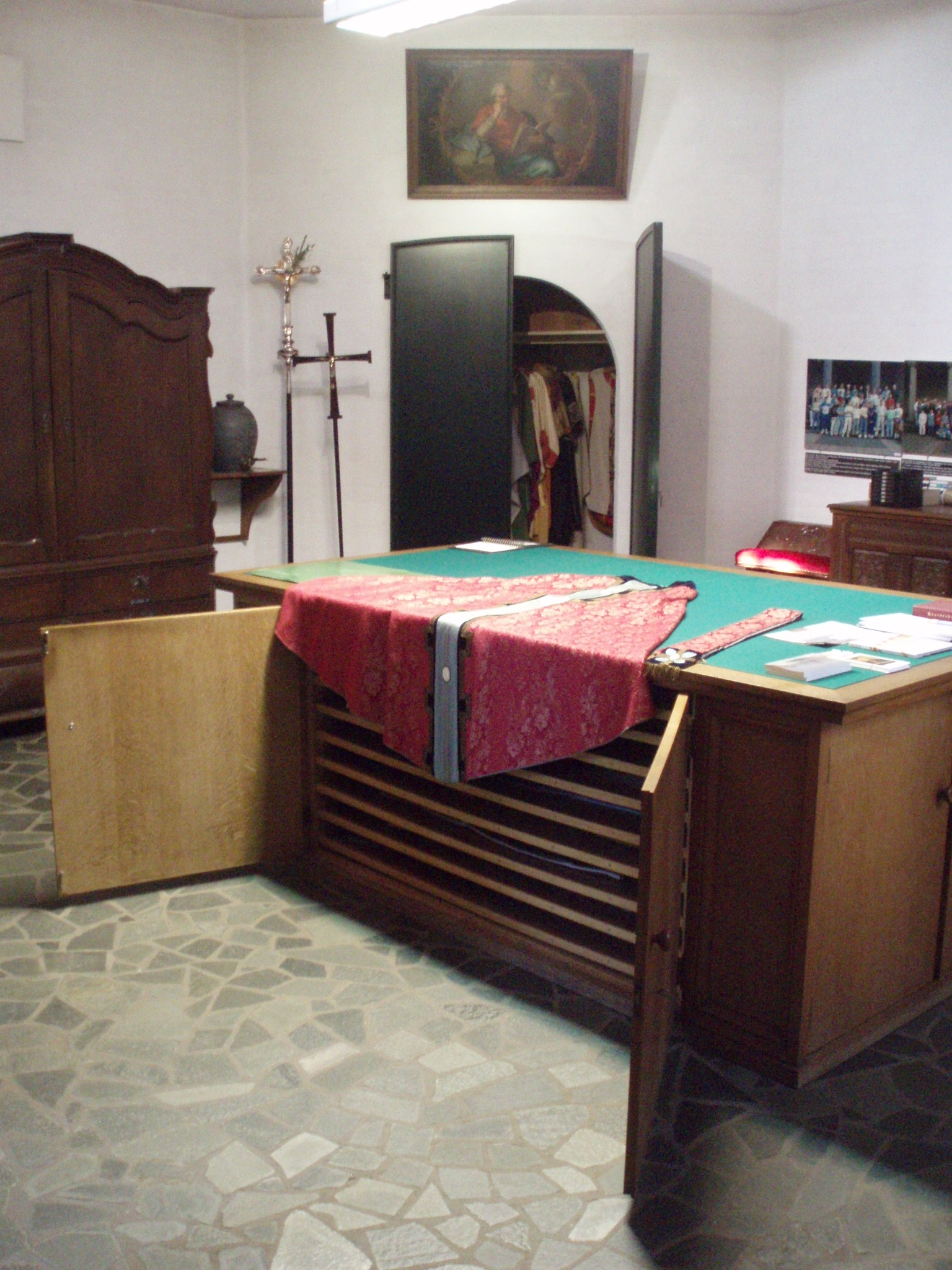
sacristie Sint-Martinuskerk Gennep

De sacristie is het vertrek in een kerk waar zowel het liturgisch vaatwerk als het liturgisch textiel (de parament) bewaard worden. Het wordt ook gebruikt als kleedkamer voor de celebrant en diens assistenten.

## Interieur
Het interieur van een sacristie is strikt voorgeschreven. Zo moet er een plek zijn met een lavabo waar de voorganger zijn handen kan wassen en afdrogen. Daarnaast zijn er verschillende opbergmeubels voor boeken en kasten voor paramenten, een sacristiecredens. Aan de muur wordt normaal de naam van de bisschop en een portret van hem gehangen. Uiteraard is er een kruisbeeld. In grote sacristieën, bijvoorbeeld een abdij, zijn er verschillende kasten en spiegels aanwezig.

### Ante missam
Voor de mis legt de koster hier alle gewaden in volgorde klaar die de voorganger nodig heeft. Deze worden ofwel op de credens klaargelegd, enkele worden klaargehangen. De priester hoeft dan enkel de gewaden aan te trekken. Tijdens de voorbereiding heerst er meestal stilte, meestal wordt dit expliciet gevraagd.

### Post missam
Als de mis gedaan is wordt alles weer opgeborgen, en het geld van de ophaling opgeborgen in een kluis. Hetzelfde voor de kelk en het liturgisch vaatwerk.

## Varia
- Een verouderde benaming voor sacristie is gerfkamer.
- De sacristie van de Sint-Servaasbasiliek is de grootste van België.
- Zie ook consistoriekamer voor het protestantse equivalent.

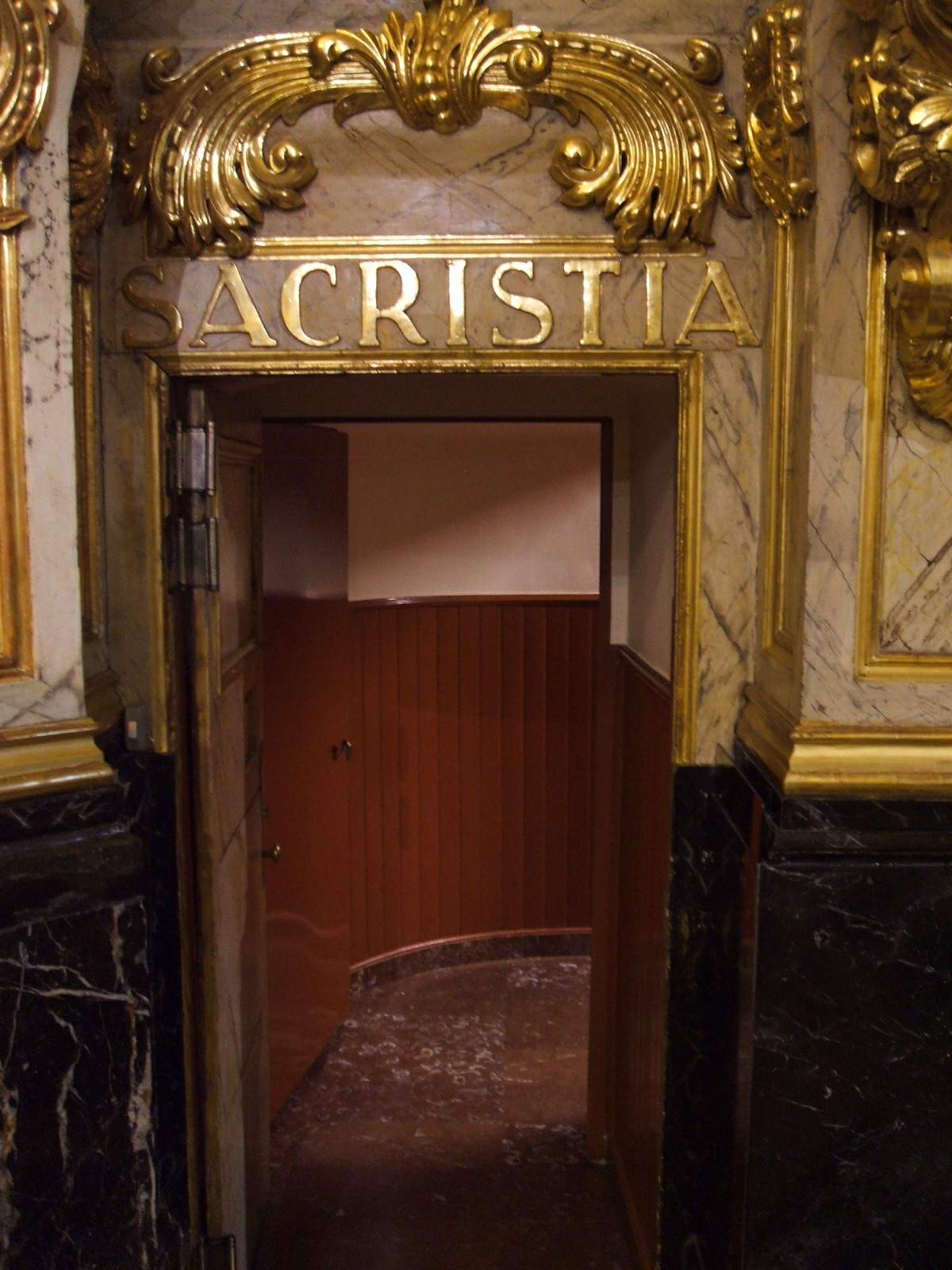
Sacristie-ingang
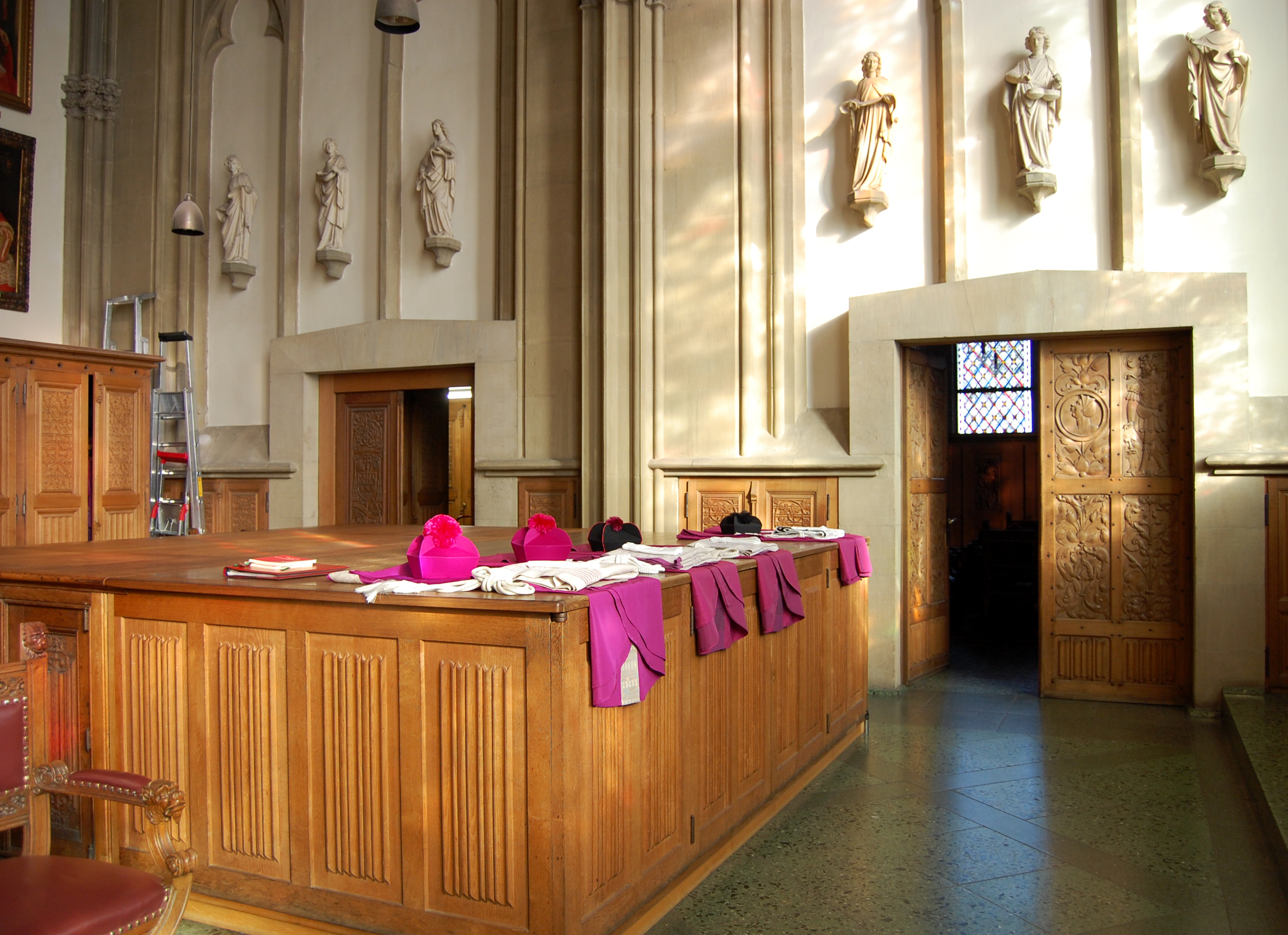
Sacristie van de Keulse Dom
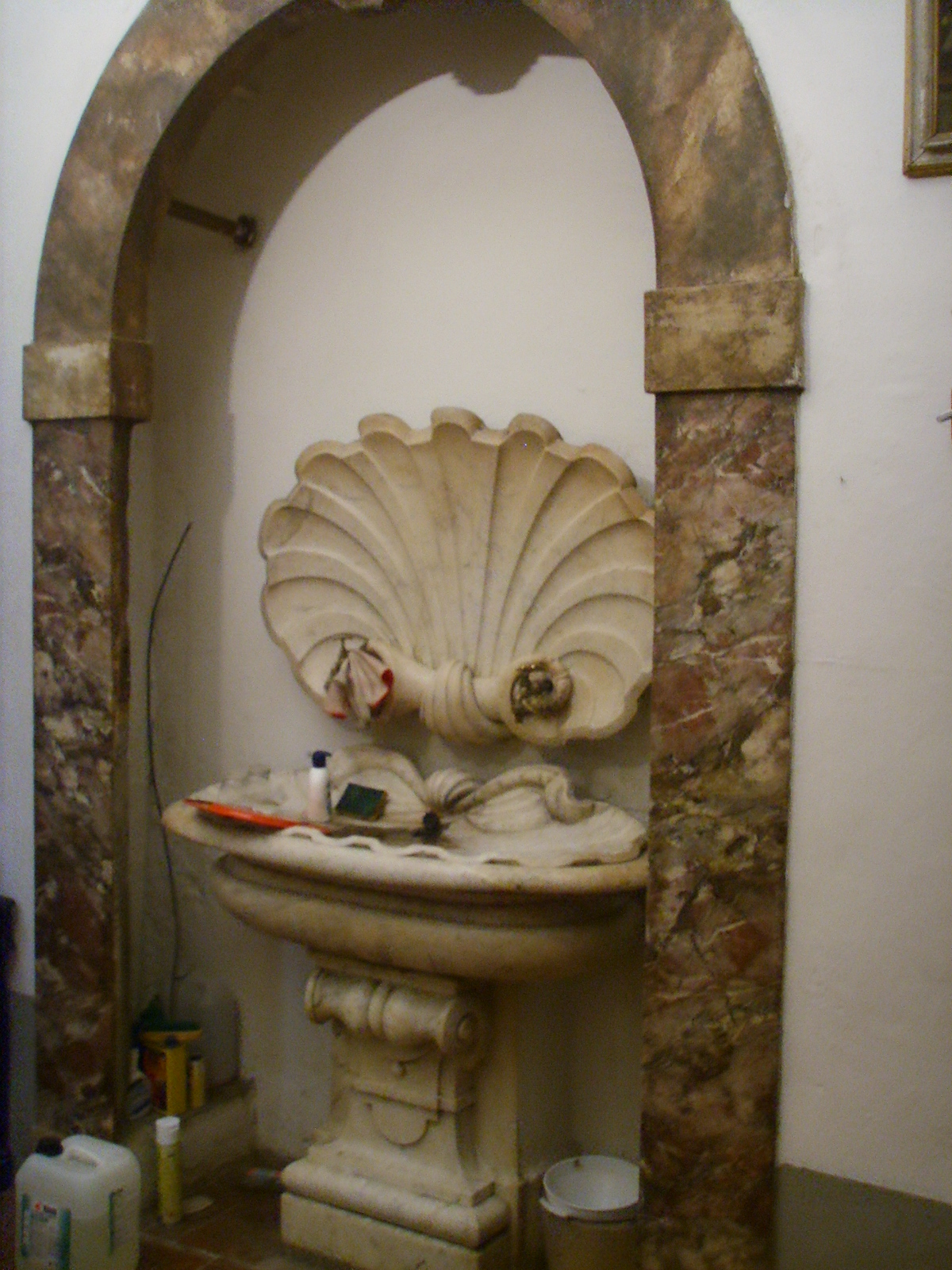
Lavabo in de Chiesa di san gaetano
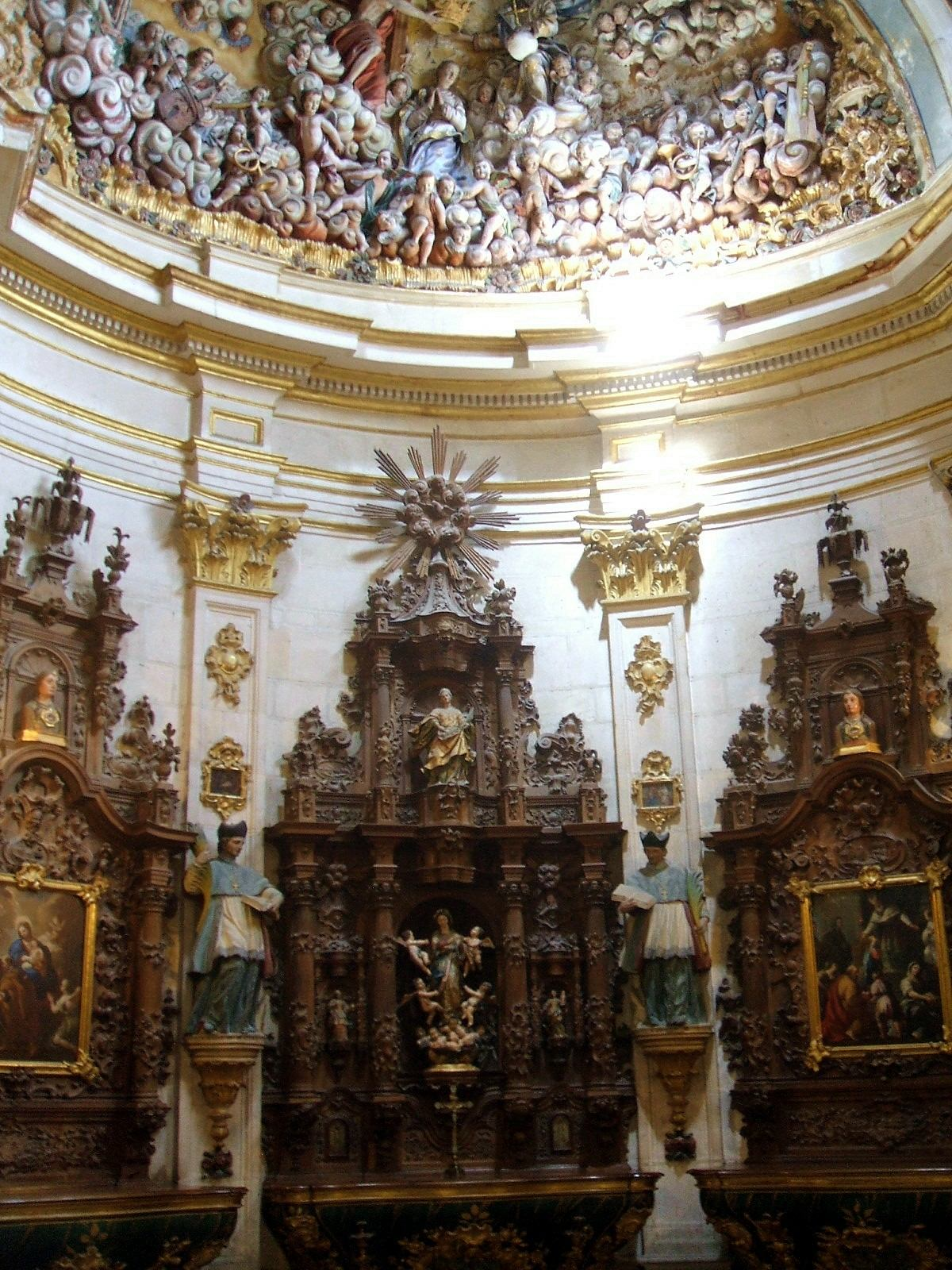
De grote sacristie in de kathedraal van Burgos

bracium/brouwerij · cantharus/bron · cellae/kloostercellen · cellarium/kelder · clausuur · claustrum/kloostergang · dormitorium/slaapzaal · hospitium/gastenverblijf · infirmarium/ziekenvertrek · kapittelzaal · monasterium/kloosterkerk · pandhof · parlatorium · pistrinum/bakkerij · refectorium/refter · sacristie · scriptorium · kloostertuin